# グレグ・ペイジ
グレグ・ペイジ（Greg Page、1958年10月25日 - 2009年4月27日）は、アメリカ合衆国の男性プロボクサー。ケンタッキー州ルイビル出身。元WBA世界ヘビー級王者。

## 来歴
1979年2月16日、プロデビュー。
1981年2月7日、空位のUSBA全米ヘビー級王座を獲得。
1982年6月11日、ノンタイトルマッチでトレバー・バービックと対戦し、0-3の判定負け。デビューからの連勝記録は19で止まり、初黒星となった。
1984年3月9日、WBC世界ヘビー級王座決定戦でティム・ウィザスプーンと対戦し、0-2の判定負けで王座獲得に失敗した。
1984年8月31日、USBA全米ヘビー級王座の7度目の防衛戦でデビッド・ベイと対戦し、0-3の判定負けで王座から陥落した。
1984年12月1日、WBA世界ヘビー級王者ゲリー・コーツィーに挑戦し、8ラウンドKO勝ちで王座を獲得した。
1985年4月29日、トニー・タッブスと対戦し、0-3の判定負けで王座から陥落した。1990年にマイク・タイソンのスパーリング・パートナーとして日本に遠征した際には、タイソンをダウンさせた。
1993年8月6日、ブルース・セルドンと対戦、9回TKOで敗れる。この試合で一旦引退する。
1996年5月16日、引退から復帰。
1998年、破産を宣言。人生ではじめて職に就き、これ以降2000年まで歯科機器の塗装の仕事をしながらボクシングを続けた。
2000年、最初の妻と離婚。
2001年3月9日、空位のケンタッキー州ヘビー級王座決定戦に出場し、10ラウンドKO負け。試合後、昏睡状態となる。しかし法律で定められていた救急車、救護員、酸素ボンベが用意されておらず、会場に無資格のリングドクターは配置していたが、この時既に会場を離れており、救急隊が到着するまでに22分間空白の時間があった。運ばれた地元病院の緊急治療室でCTスキャン撮影をした所、頭部に出血による大きな陰が認められたことから、さらに大学病院に運ばれ脳手術を受けることとなった。一命は取り止めたものの脳梗塞のため脳に障害が残り、左半身が麻痺状態となり、車椅子生活を送ることになった。
2007年、ケンタッキー州に対して起こしていた訴訟が120万ドルを受け取ることで示談となる。示談条件の1つとして前年度にケンタッキー州で制定されていたボクシング安全規定が“グレグ・ペイジ・セーフティー・イニシアティブ”と名付けられた。
2009年4月27日、脳梗塞を原因とする肺炎、急性呼吸不全、敗血症、低体温症、てんかん性の発作など様々な合併症を併発して入退院を繰り返した後、ケンタッキー州ルイズヴィルの自宅にて死亡した。

## 戦績
- プロボクシング:76戦58勝(48KO)17敗1分